# Facundo Zarate
Pour les articles homonymes, voir Zarate.
Facundo Zarate né le 31 juillet 2000, est un joueur argentin de hockey sur gazon. Il évolue au poste de défenseur au Jockey Club Córdoba et avec l'équipe nationale argentine.

## Carrière
- Débuts en U21 en novembre 2021 pour la coupe du monde U21 2021.
- Débuts en équipe première le 13 février 2022 contre la Belgique à Buenos Aires dans le cadre de la Ligue professionnelle 2021-2022[2].

## Palmarès
- : 1er à la coupe du monde des moins de 21 ans en 2021[3].